# Anna Wood
Anna Wood (nacida como Annemarie Cox, Roermond, 22 de julio de 1966) es una deportista australiana, de origen neerlandés, que compitió en piragüismo en la modalidad de aguas tranquilas.
Participó en cuatro Juegos Olímpicos de Verano entre los años 1988 y 2000, obteniendo dos medallas de bronce: una en Seúl 1988 y una en Atlanta 1996. Ganó ocho medallas en el Campeonato Mundial de Piragüismo entre los años 1985 y 1999.

## Palmarés internacional
| Representando a los Países Bajos |                          |                   |           |
| Juegos Olímpicos                 |                          |                   |           |
| Año                              | Lugar                    | Medalla           | Evento    |
| 1988                             | Seúl (Corea del Sur)     | Medalla de bronce | K2 500 m  |
| Campeonato Mundial               |                          |                   |           |
| Año                              | Lugar                    | Medalla           | Evento    |
| 1985                             | Malinas (Bélgica)        | Medalla de bronce | K2 500 m  |
| 1987                             | Duisburgo (RFA)          | Medalla de plata  | K2 500 m  |
| Representando a Australia        |                          |                   |           |
| Juegos Olímpicos                 |                          |                   |           |
| Año                              | Lugar                    | Medalla           | Evento    |
| 1996                             | Atlanta (Estados Unidos) | Medalla de bronce | K2 500 m  |
| Campeonato Mundial               |                          |                   |           |
| Año                              | Lugar                    | Medalla           | Evento    |
| 1991                             | París (Francia)          | Medalla de plata  | K1 5000 m |
| 1997                             | Dartmouth (Canadá)       | Medalla de plata  | K2 500 m  |
| 1997                             | Dartmouth (Canadá)       | Medalla de plata  | K2 1000 m |
| 1998                             | Szeged (Hungría)         | Medalla de oro    | K2 500 m  |
| 1998                             | Szeged (Hungría)         | Medalla de oro    | K2 1000 m |
| 1999                             | Milán (Italia)           | Medalla de oro    | K2 1000 m |